# Jan Timen Nijsingh
Jan Timen Nijsingh (de Wijk, 19 maart 1801 – Schiphorst, 2 april 1869) was een Nederlandse burgemeester.

## Leven en werk
Nijsingh was een zoon van de schulte van de Wijk en gedeputeerde van Drenthe Jan Nijsingh en Grietje Snoek. Van grootvaderszijde waren al zijn voorvaders in rechte lijn schulte van Westerbork geweest. Zijn oudst bekende voorvader Luitge Nijsingh werd in 1566 door Eigenerfden en Ridderschap van Drenthe aangesteld tot schulte van Westerbork en in 1575 door Filips II.
Nijsingh studeerde vanaf 1821 rechten aan de universiteit van Groningen en promoveerde aldaar in 1829. Inmiddels was de burgemeestersfunctie in zijn woon- en geboorteplaats de Wijk niet meer beschikbaar. Zijn vader werd daar in 1821 opgevolgd door diens neef Lucas Nijsingh en deze in 1826 door zijn aangetrouwde oom Klaas Jans Schiphorst. In 1832 werd Nijsingh benoemd tot burgemeester van het nabij de Wijk gelegen Ruinerwold. Deze functie vervulde 37 jaar tot het jaar van zijn overlijden 1869. Van 1850 tot 1865 was hij lid van Provinciale Staten van Drenthe.

## Trivia
- In Ruinerwold is een straat naar Jan Timen Nijsingh vernoemd: de Burgemeester Nijsinghweg.